# Географія Кувейту
Кувейт — західноазійська країна, що знаходиться на Аравійському півострові в глибині Перської затоки . Загальна площа країни 17 818 км² (158-ме місце у світі), з яких на суходіл припадає 17 818 км², а на поверхню внутрішніх вод — 0 км². Площа країни менша за площу Рівненської області України. 

## Етимологія
Офіційна назва — Держава Кувейт, Кувейт (араб. كويت , دولة الكويت — Двлат-ель Кувейт, Ель-Кувейт). Назва країни походить від назви столиці, міста Ель-Кувейт. Назва ж міста походить від арабського слова «кут», що означає фортецю оточену водами.

## Географічне положення
Кувейт — західноазійська країна, що межує з двома іншими країнами: на півночі — з Іраком (спільний кордон — 254 км), на півдні — з Саудівською Аравією (221 км). Загальна довжина державного кордону — 475 км. Кувейт на сході омивається водами Перської затоки Індійського океану. Загальна довжина морського узбережжя 499 км.

Карта Кувейту від ООН (англ.)Карта Кувейту від ООН (англ.)
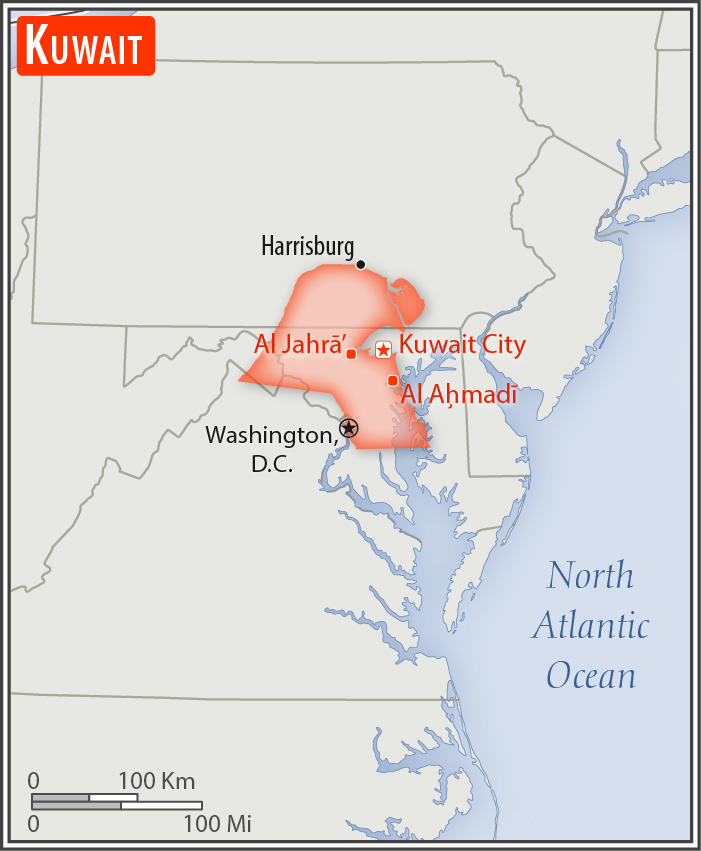
Порівняння розмірів території Кувейту та США
Територія колишньої нейтральної зони на кордоні з Саудівською Аравією
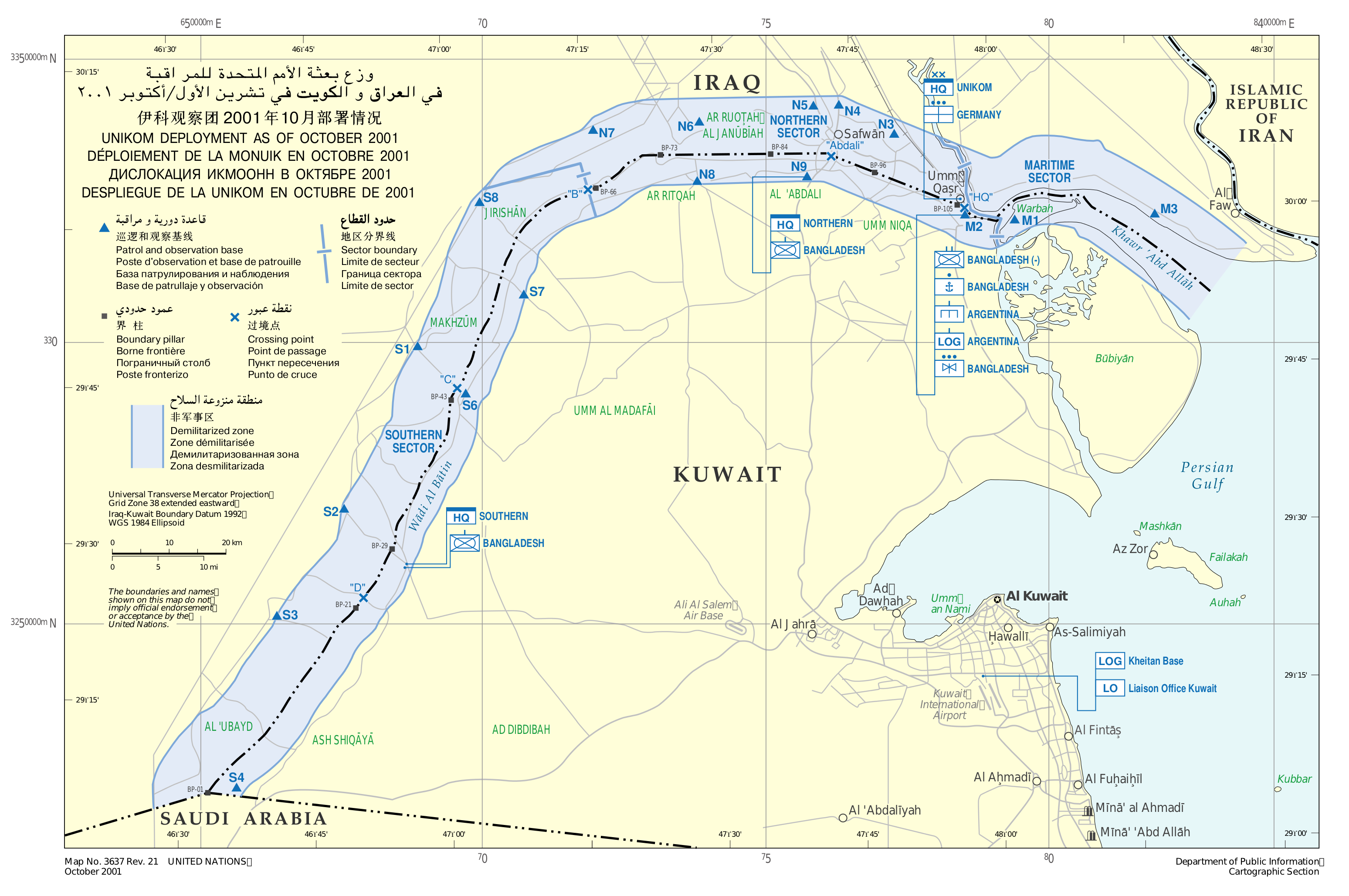
Міжнародний бар'єр на ірацькому кордоні 2001 року.

Згідно з Конвенцією Організації Об'єднаних Націй з морського права (UNCLOS) 1982 року, протяжність територіальних вод країни встановлено в 12 морських миль (22,2 км).

### Час
Час у Кувейті: UTC+3 (+1 година різниці часу з Києвом).

## Геологія

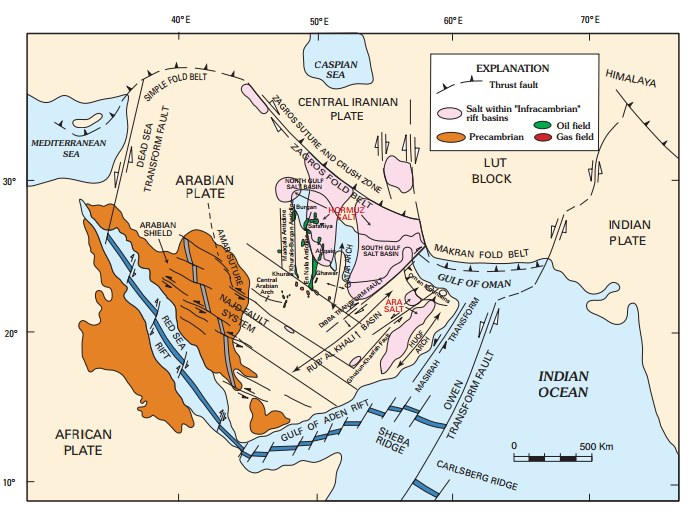
Структурна геологія Арабської плити
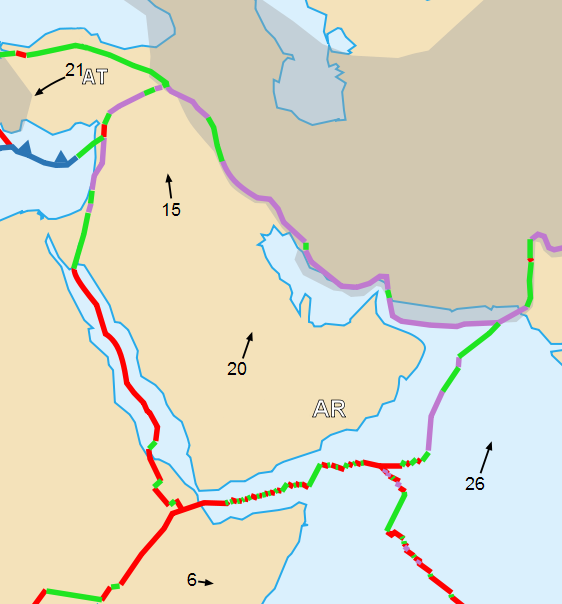
Тектоніка Арабської плити

## Рельєф
Середні висоти — 108 м; найнижча точка — рівень вод Перської затоки (0 м); найвища точка — безіменна висота (306 м). Територія Кувейту приурочена до Східно-Аравійської берегової рівнини, що має пологий схил у бік Перської затоки. Це низовинна пустельна рівнина, кам'яниста на півночі, піщана на півдні. На сході територію країни перетинають глибокі каньйони – ваді. 

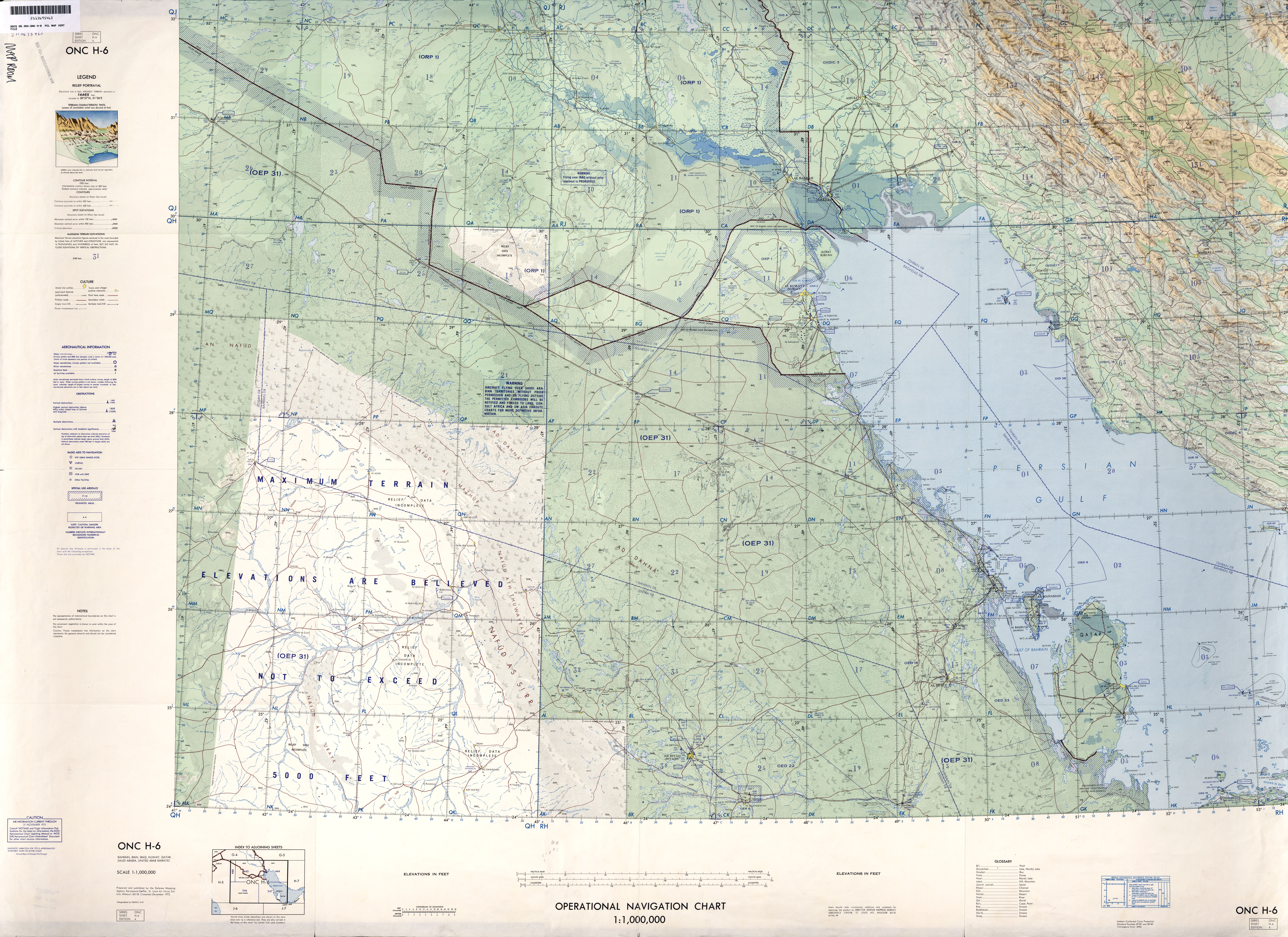
Топографічна карта  Кувейту, лист H-6
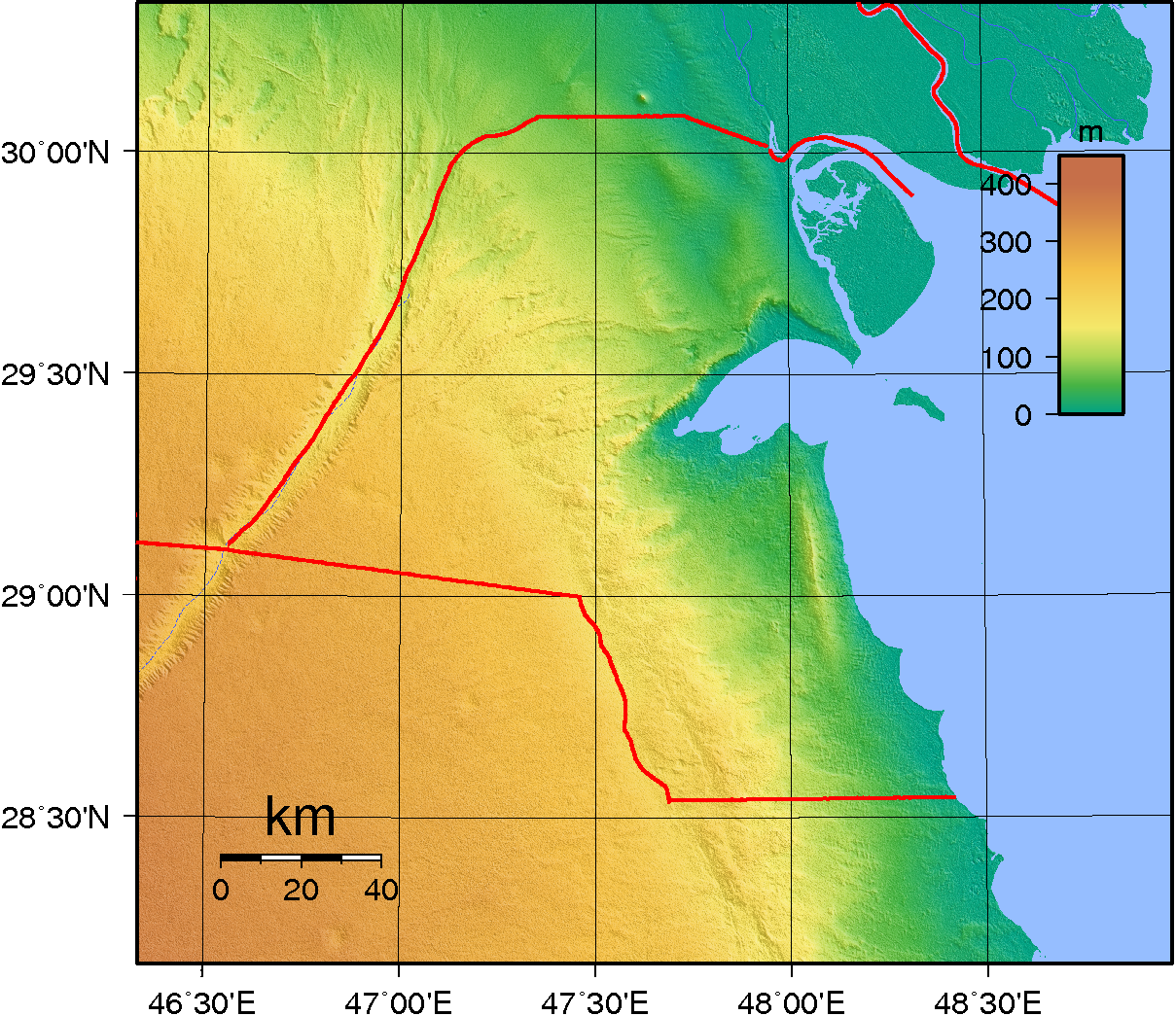
Рельєф Кувейту
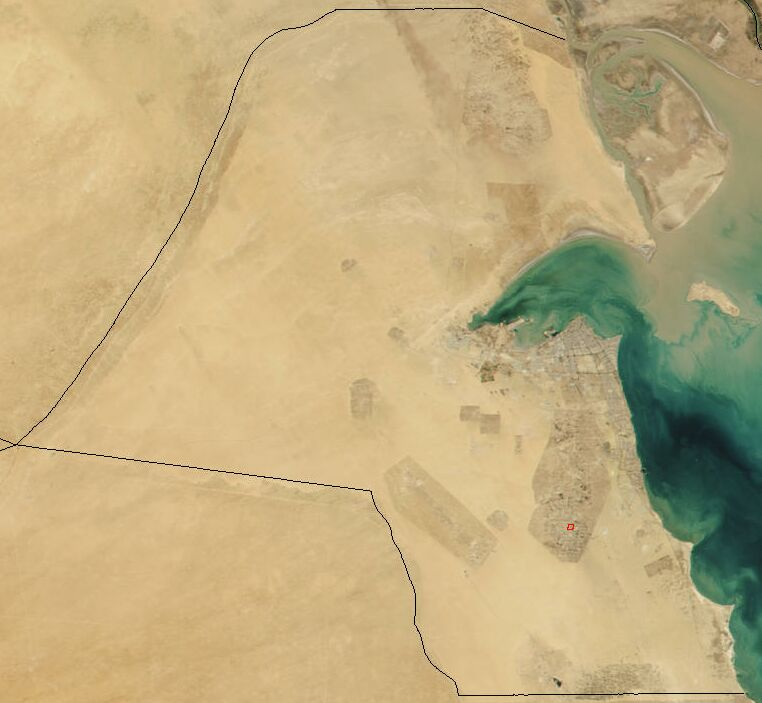
Супутниковий знімок поверхні країни
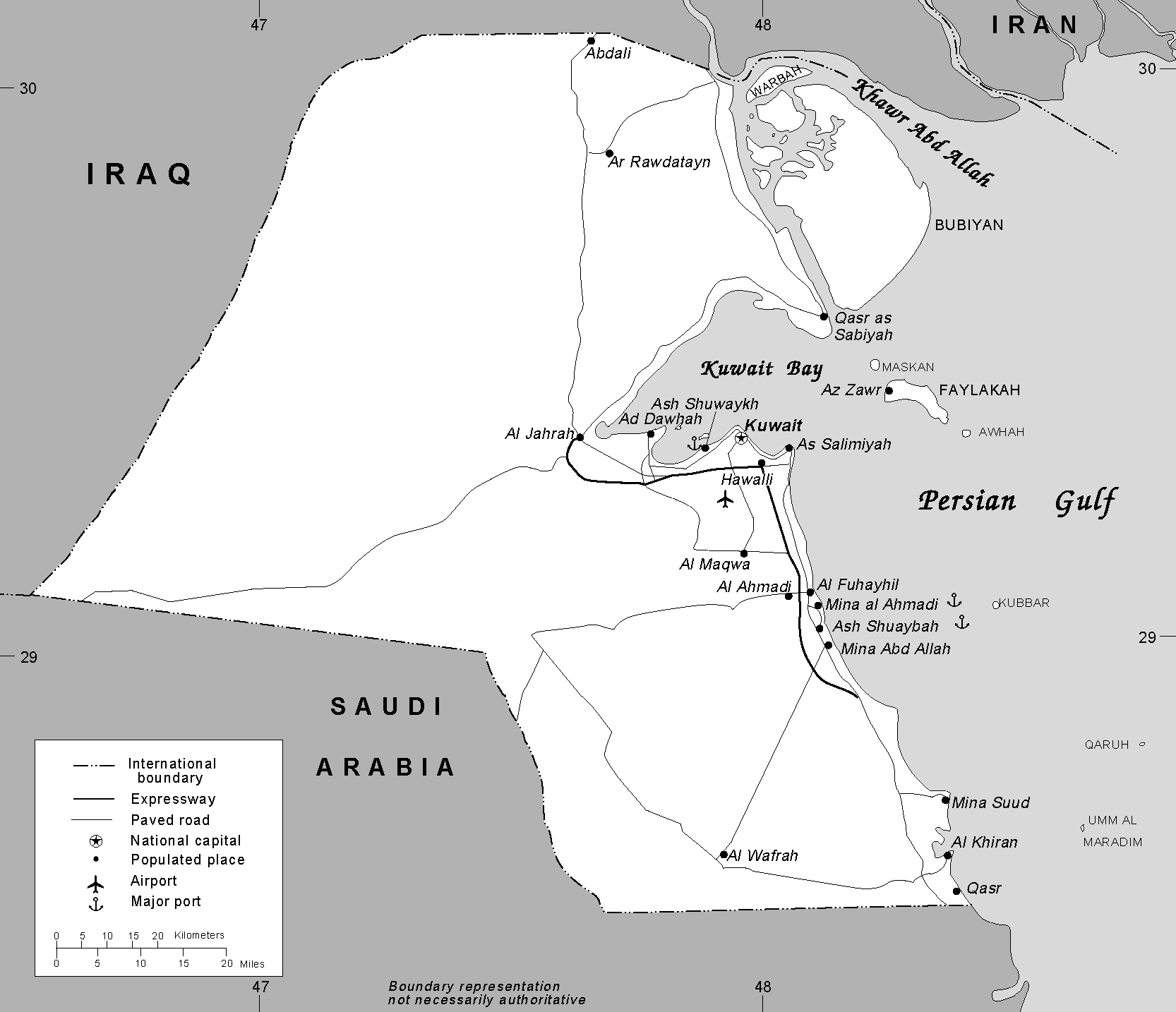
Карта країни (англ.)
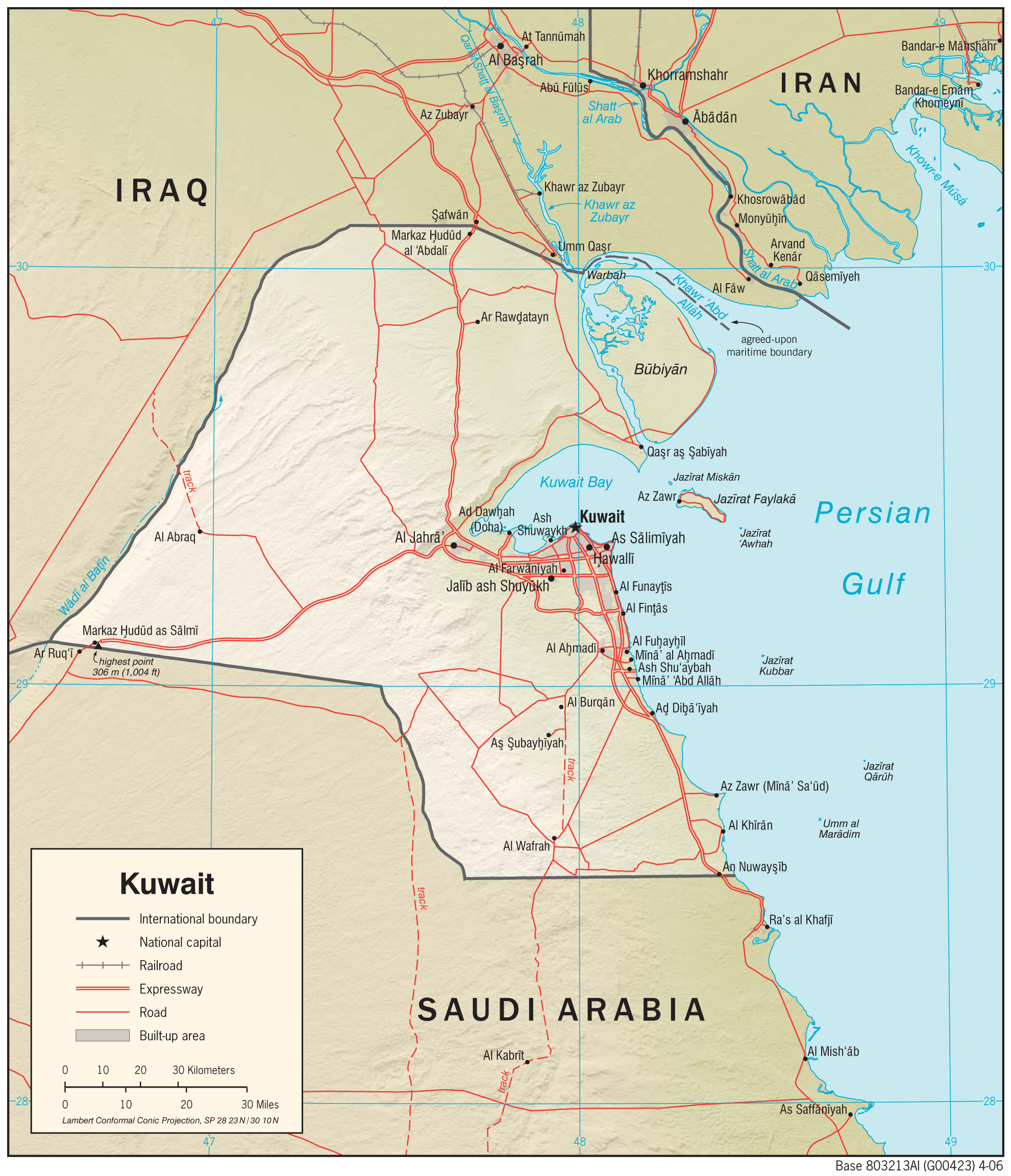
Карта країни (англ.)

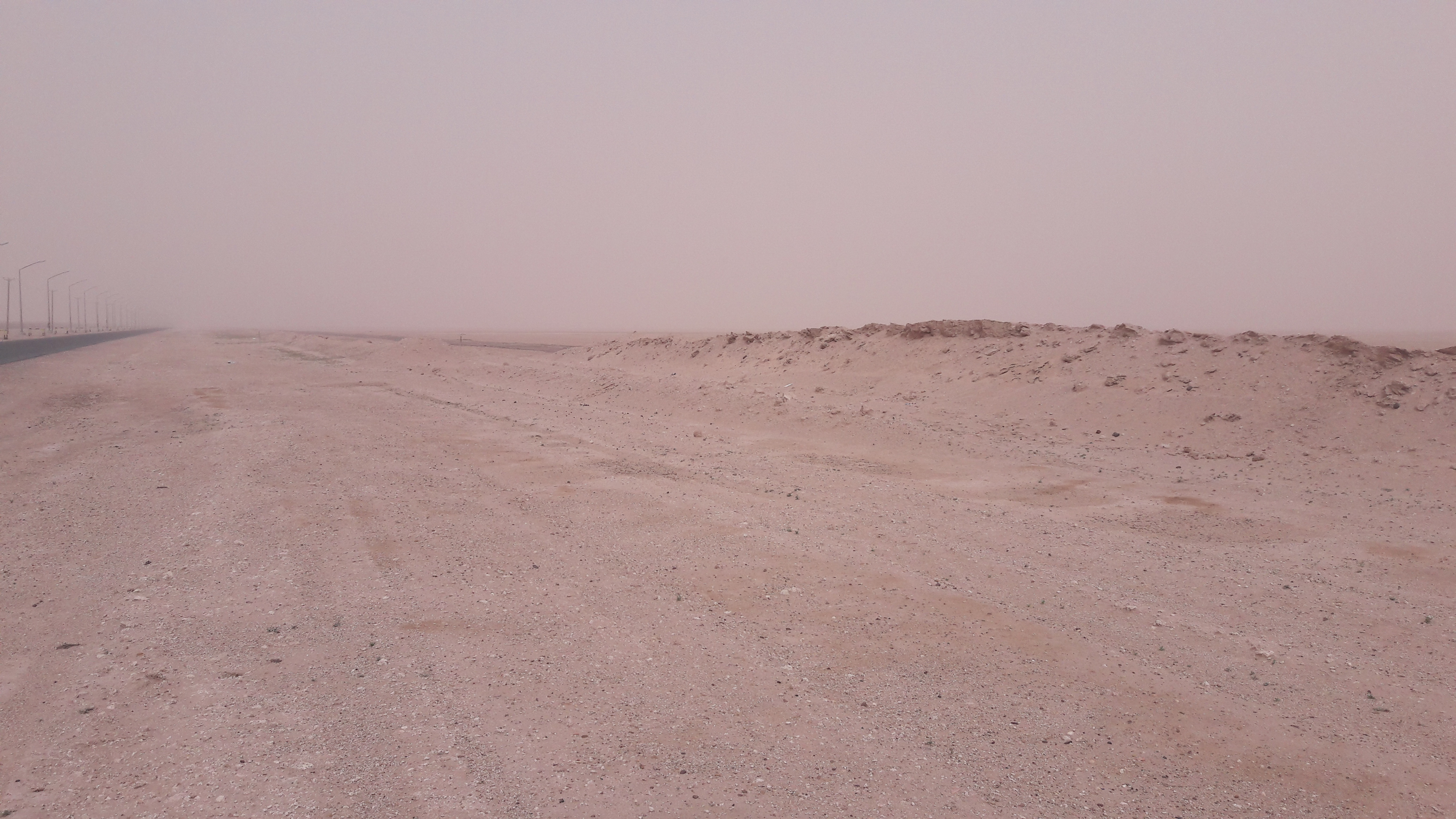
Пагорб Ель-Мутла

### Узбережжя
Узбережжя облямоване піщаними косами і лагунами. 

Кувейтське узбережжя
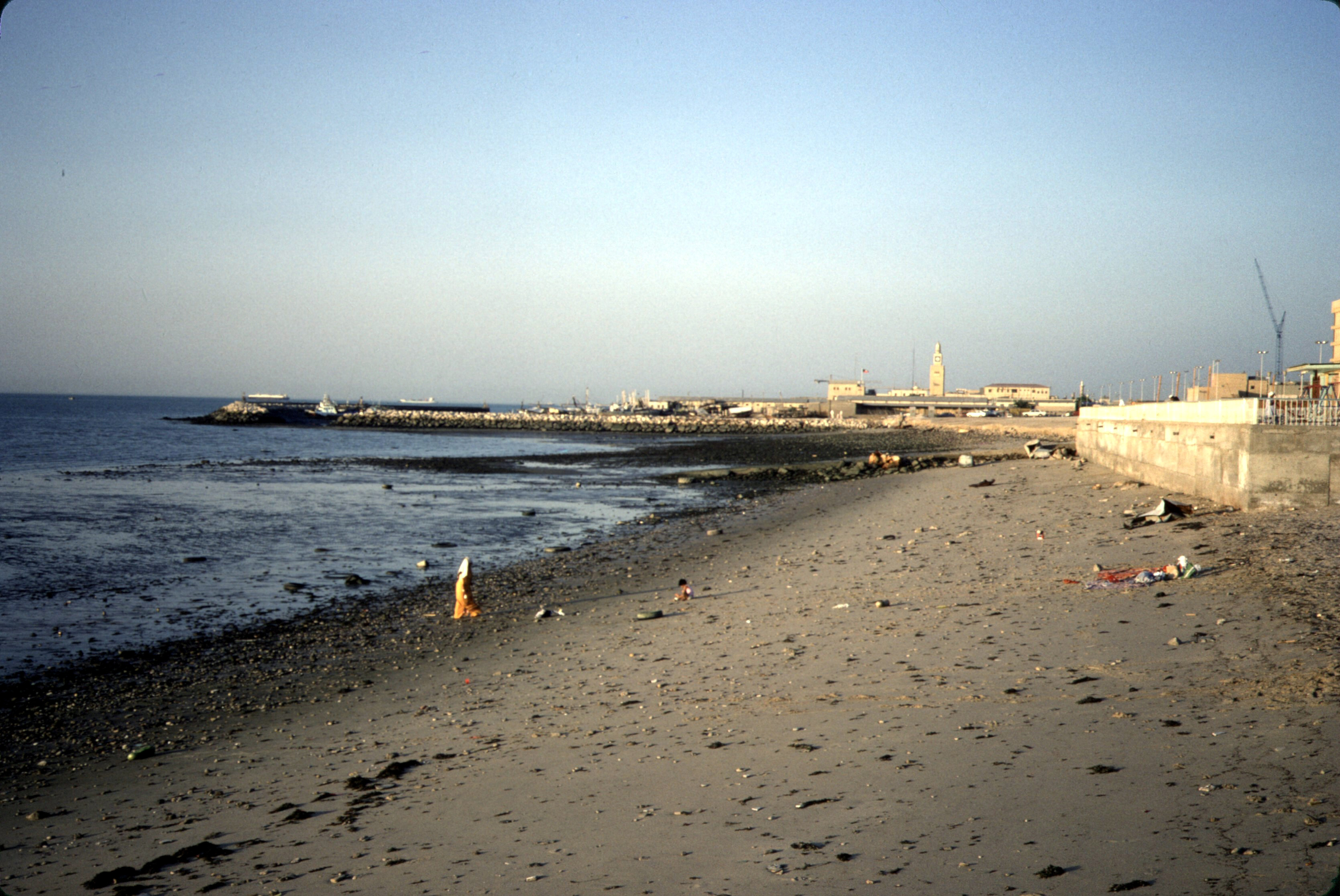
У місті Кувейт
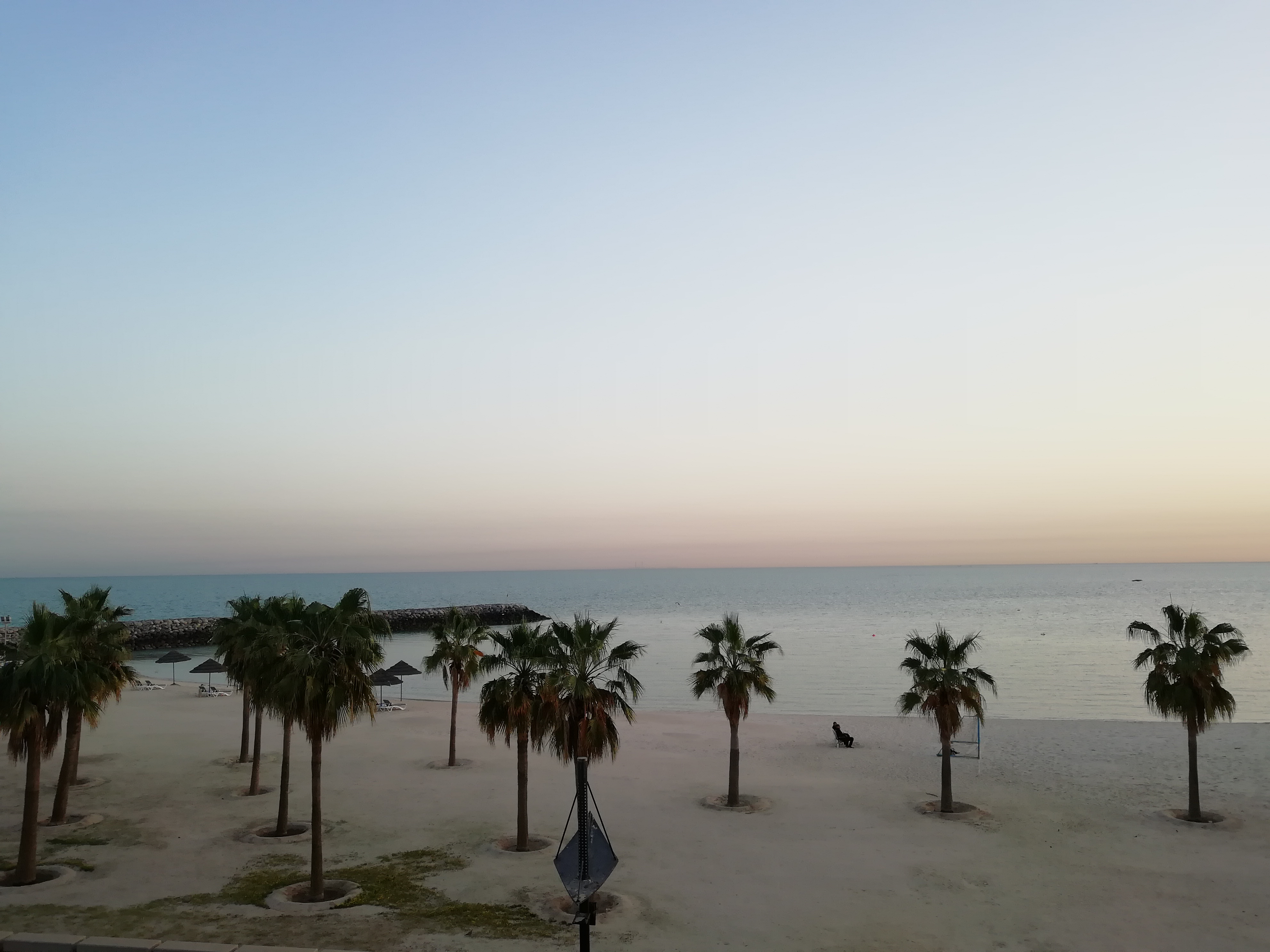
Піщаний пляж
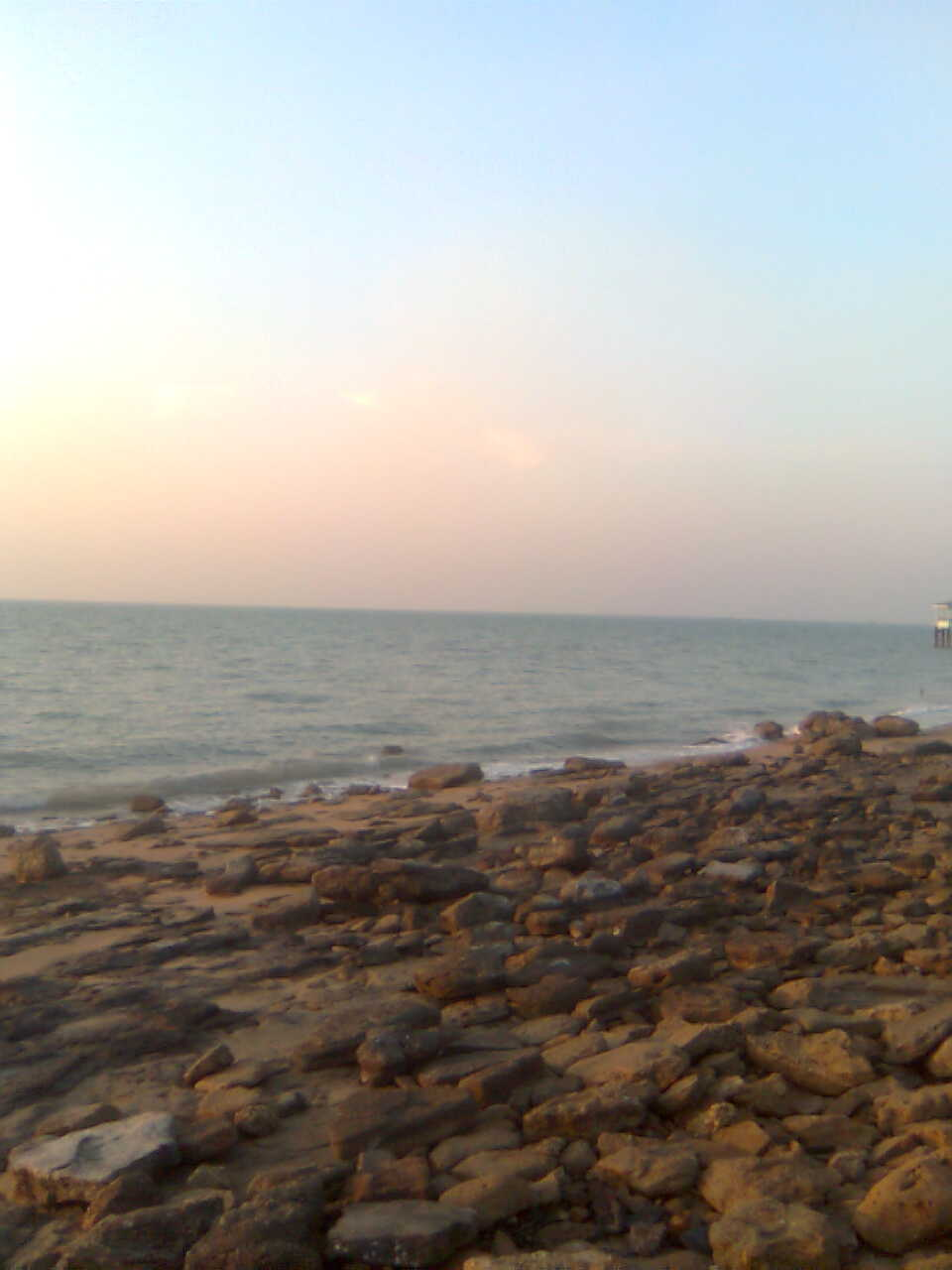
Острів Фейлака
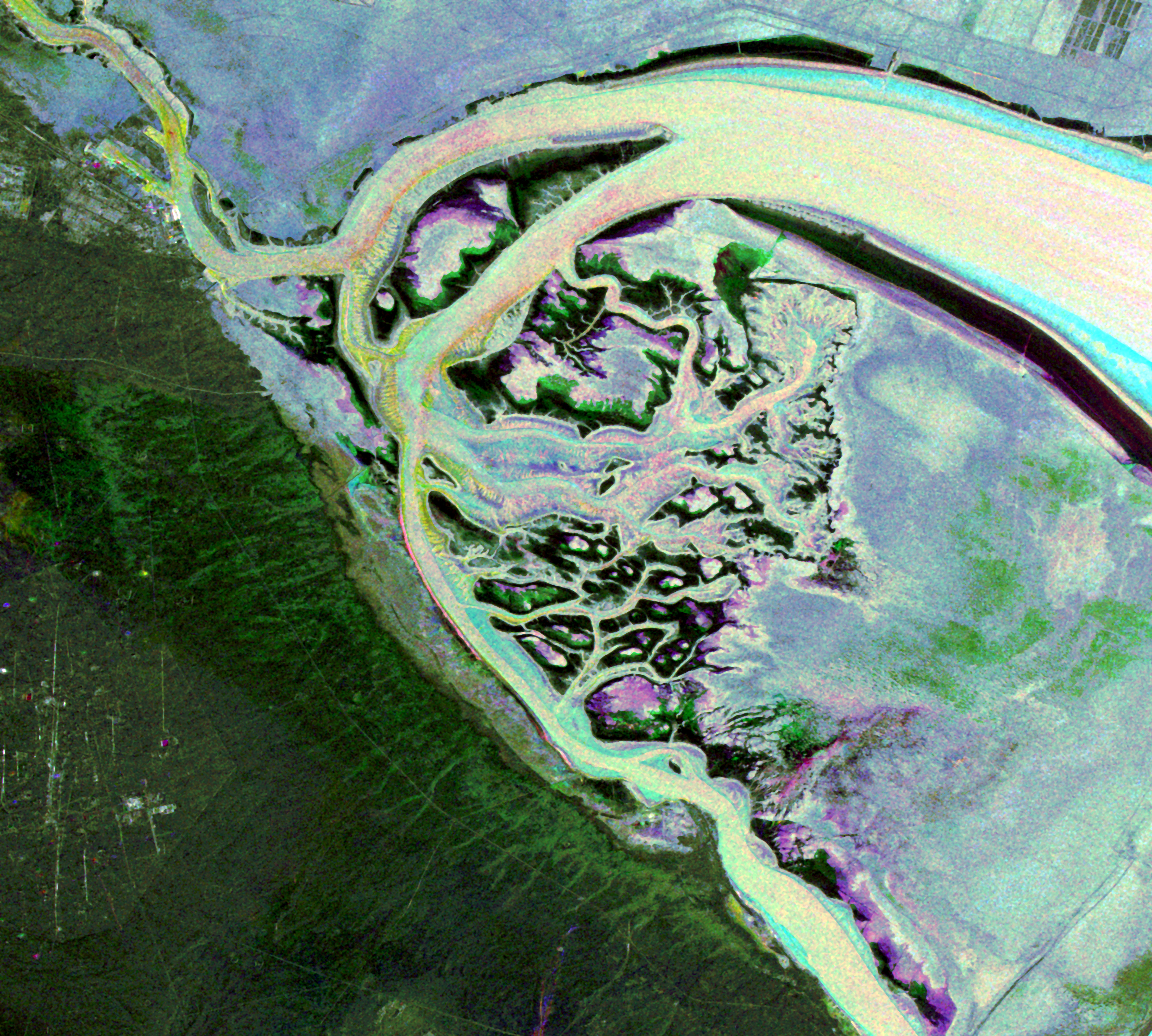
Літораль з космосу
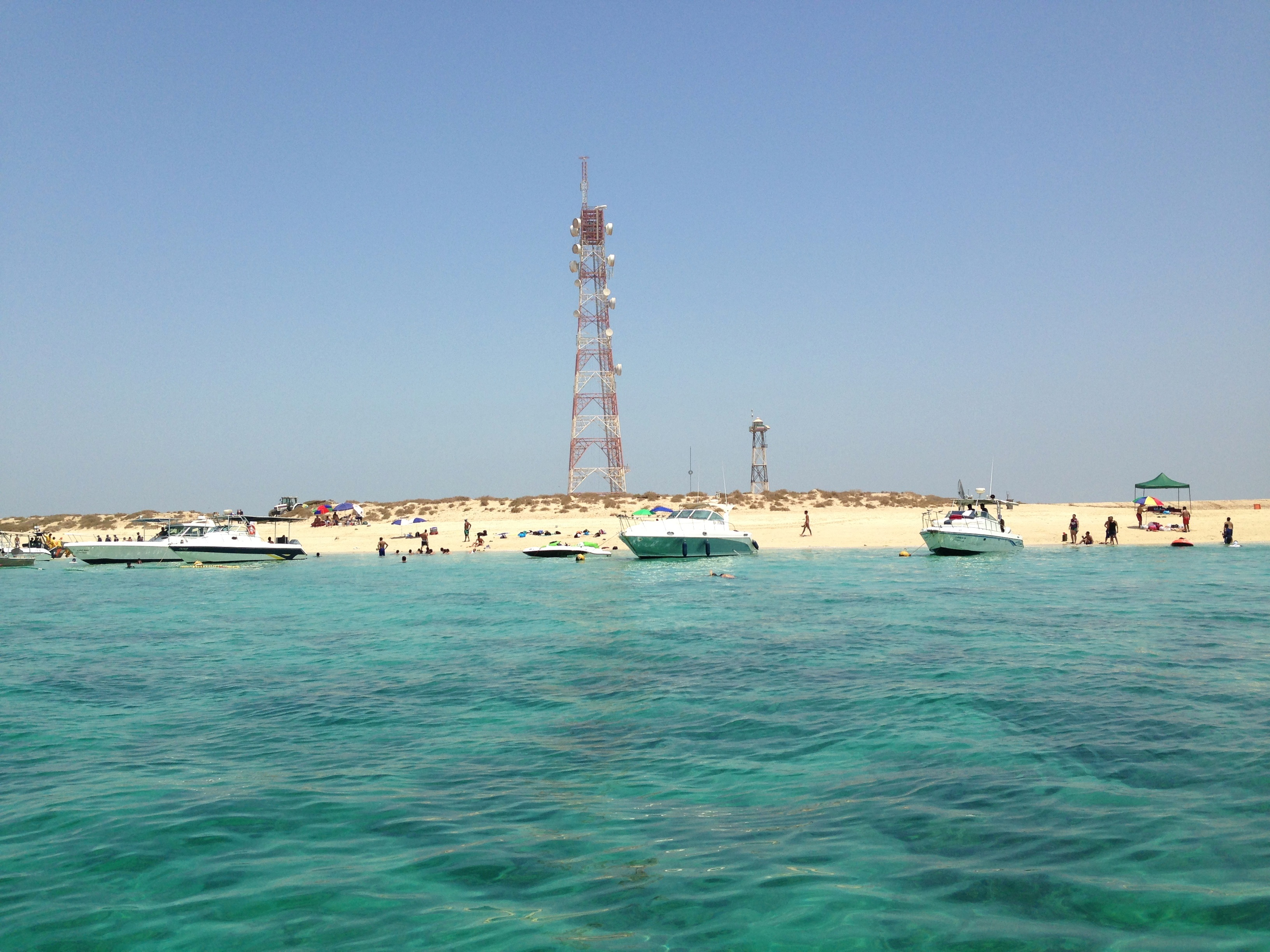
Острів Куббар

### Острови
Кувейту належать близько десятка невеликих островів. 

## Клімат
Територія Кувейту лежить у тропічному кліматичному поясі. Увесь рік панують тропічні повітряні маси. Спекотна посушлива погода з великими добовими амплітудами температури. Переважають східні пасатні вітри. У теплий сезон з морів та океанів можуть надходити шторми.

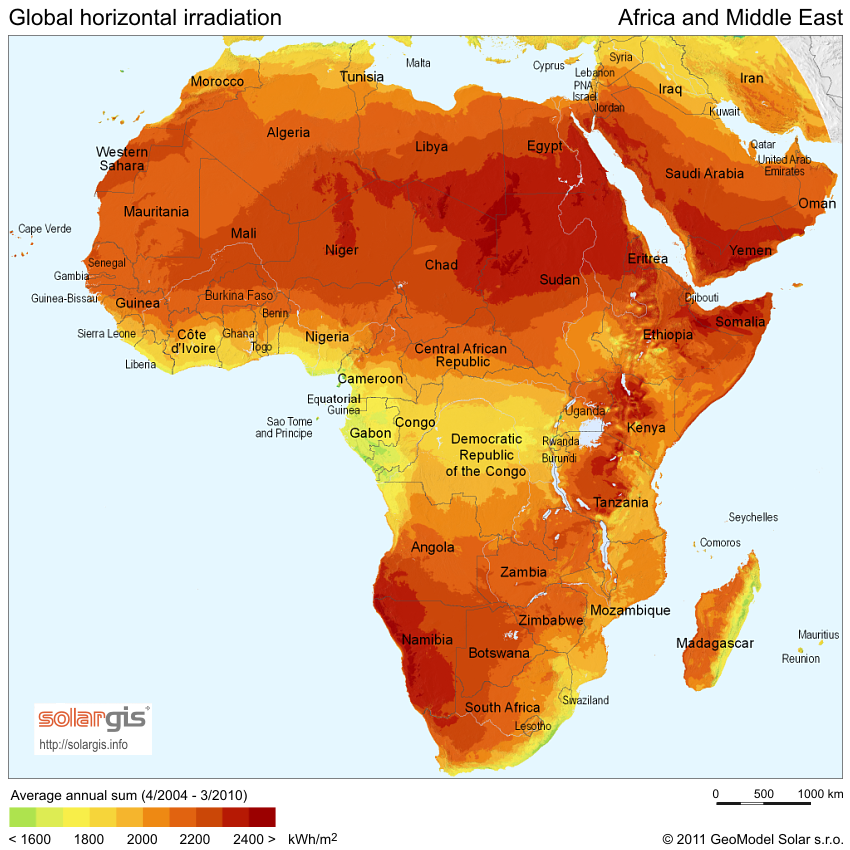
Сонячна радіація (англ.)
Кліматична карта Кувейту (за Кеппеном)Кліматична карта Кувейту (за Кеппеном)
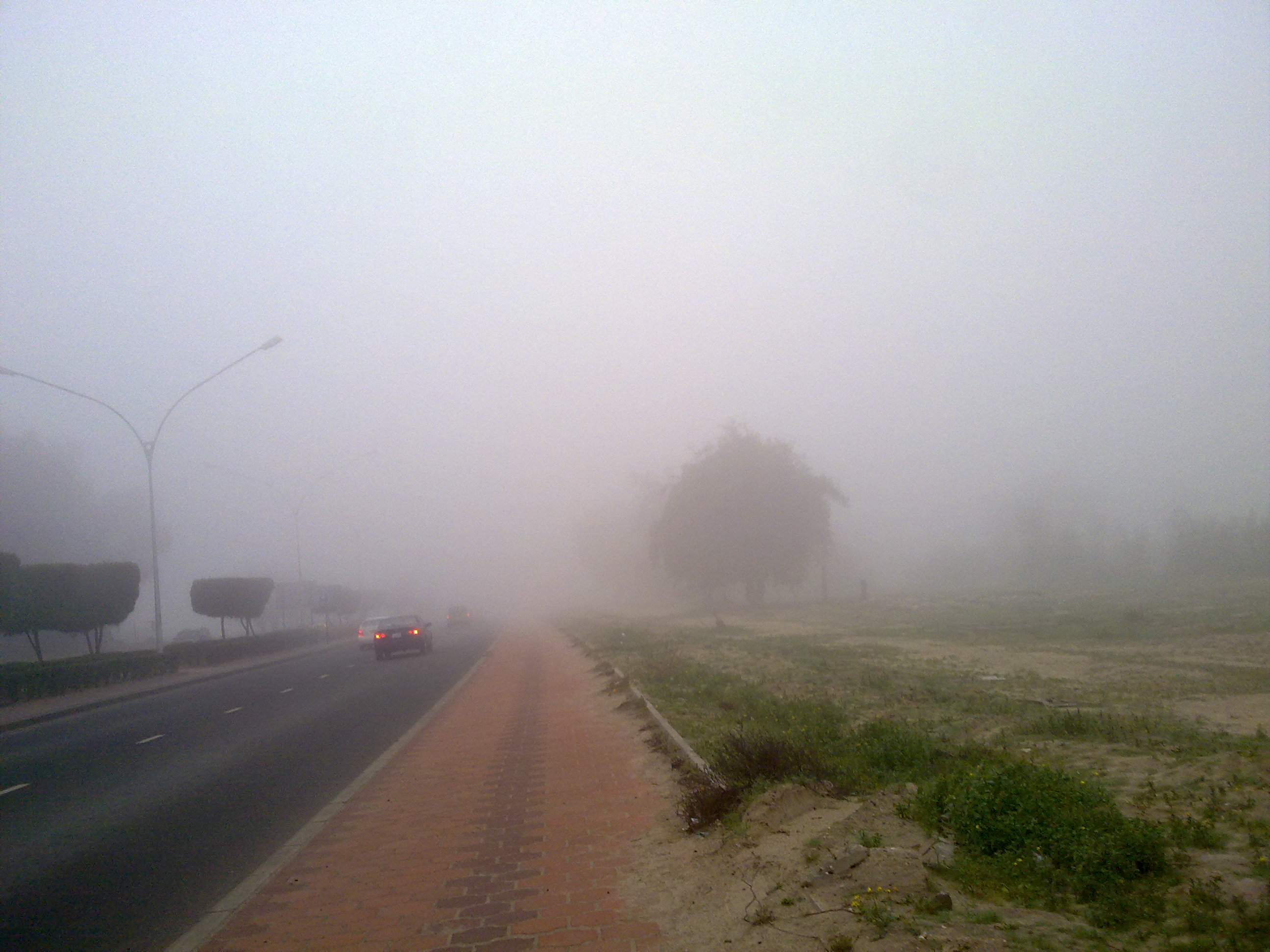
Січневий туман в Кувейті
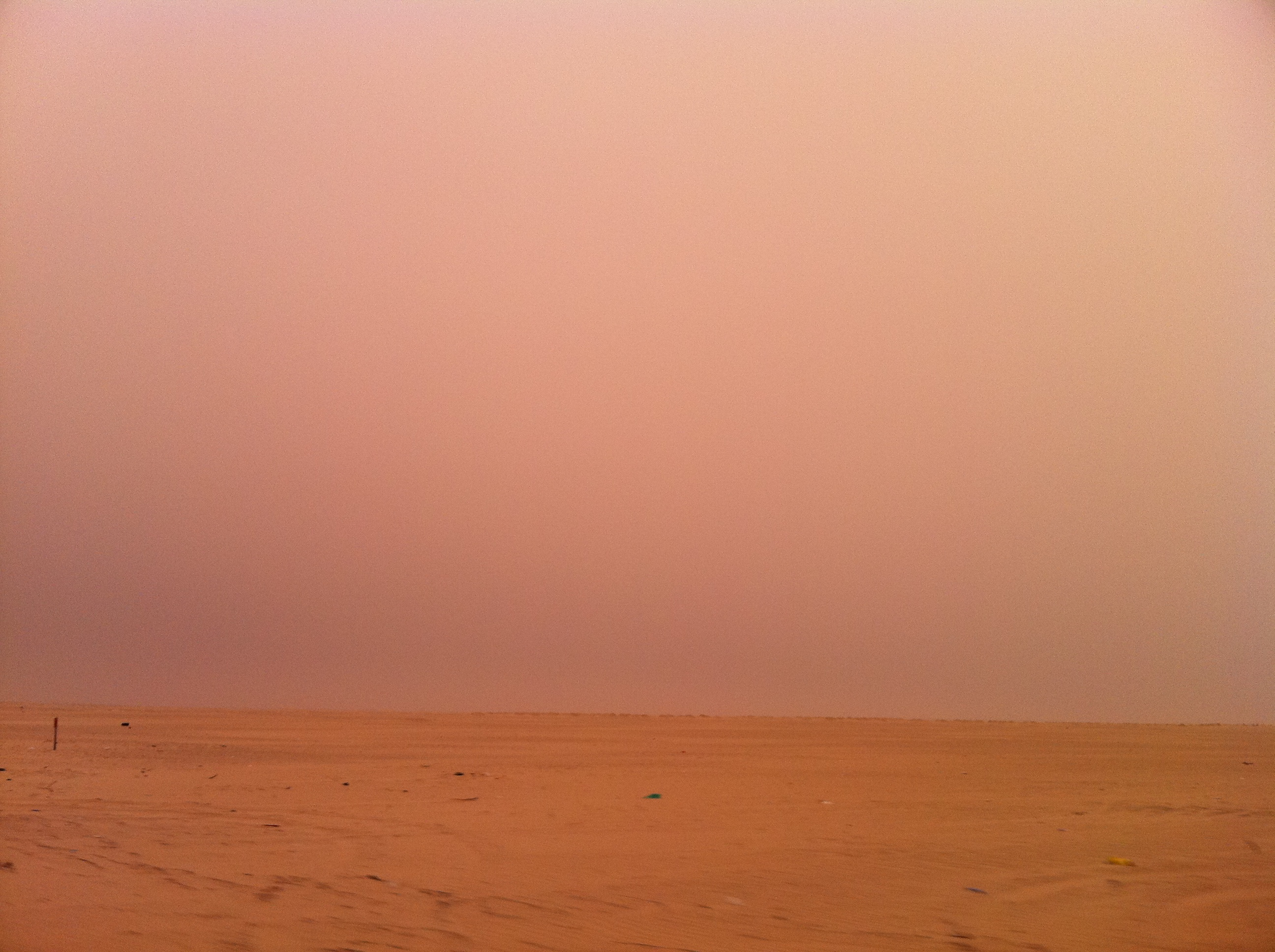
Пилова буря
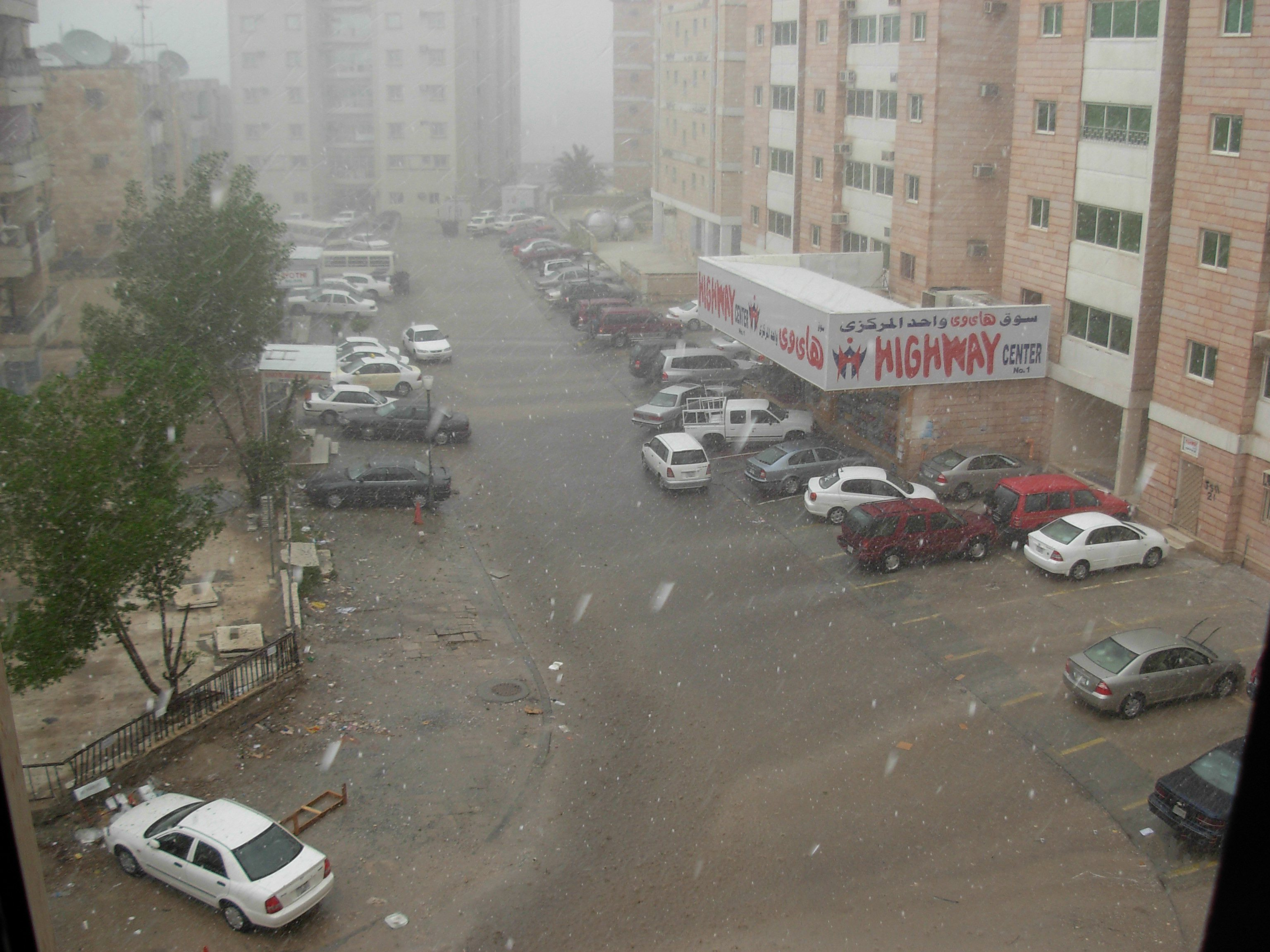
Град у грудні 2007 року

Кувейт є членом Всесвітньої метеорологічної організації (WMO), в країні ведуться систематичні спостереження за погодою.

## Внутрішні води

Гідрографічна мережа КувейтуГідрографічна мережа Кувейту

### Річки
Тимчасові потоки країни належать басейну Перської затоки Індійського океану. Річок з постійним стоком немає, лише водотоки, що пересихають - ваді.

### Болота
Прибережна низовинний смуга рясніє солончаками, які в сезон дощів перетворюються в солоні озера «себха».

## Рослинність

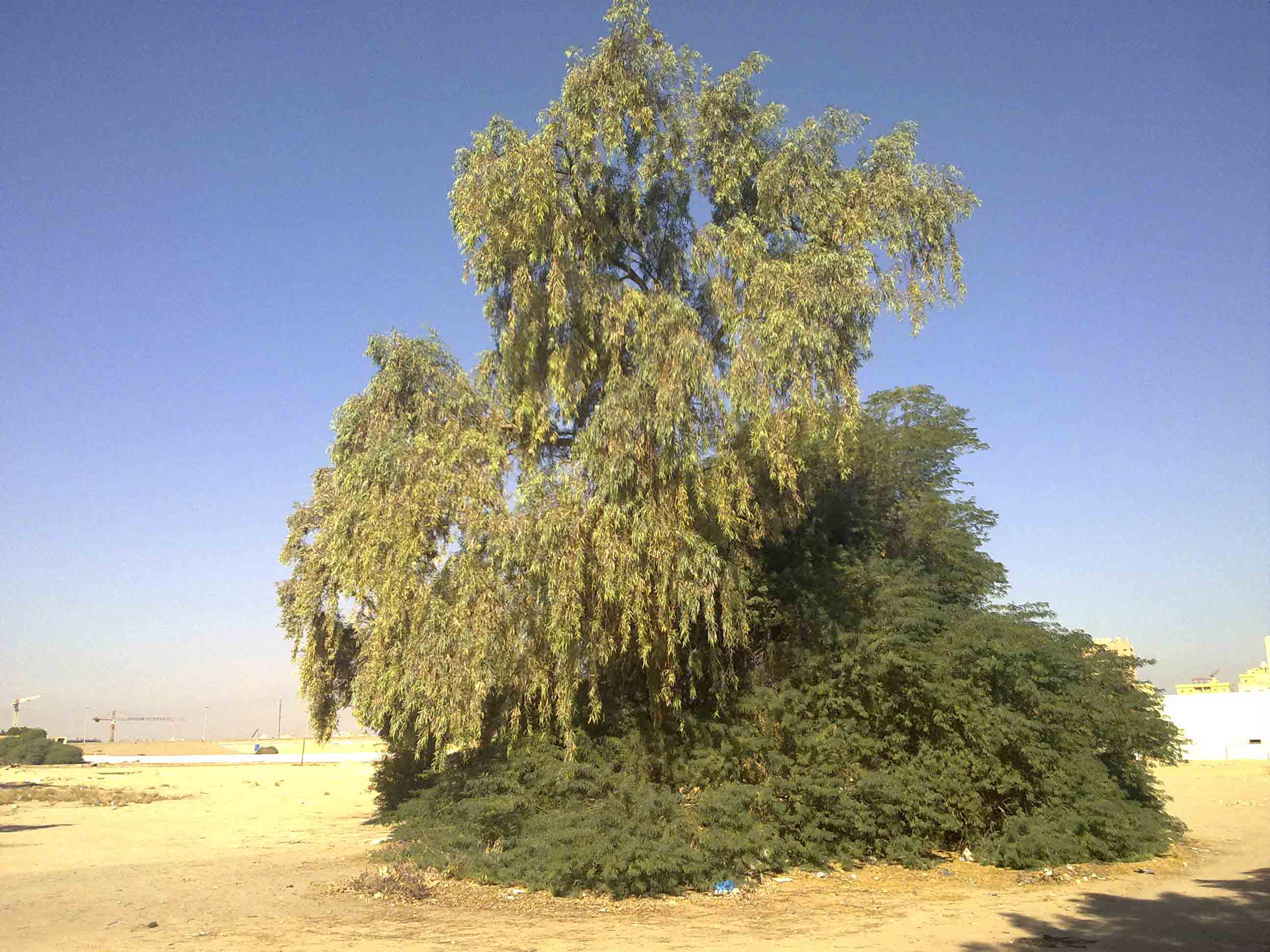
Дерева у місцях виходу ґрунтових вод
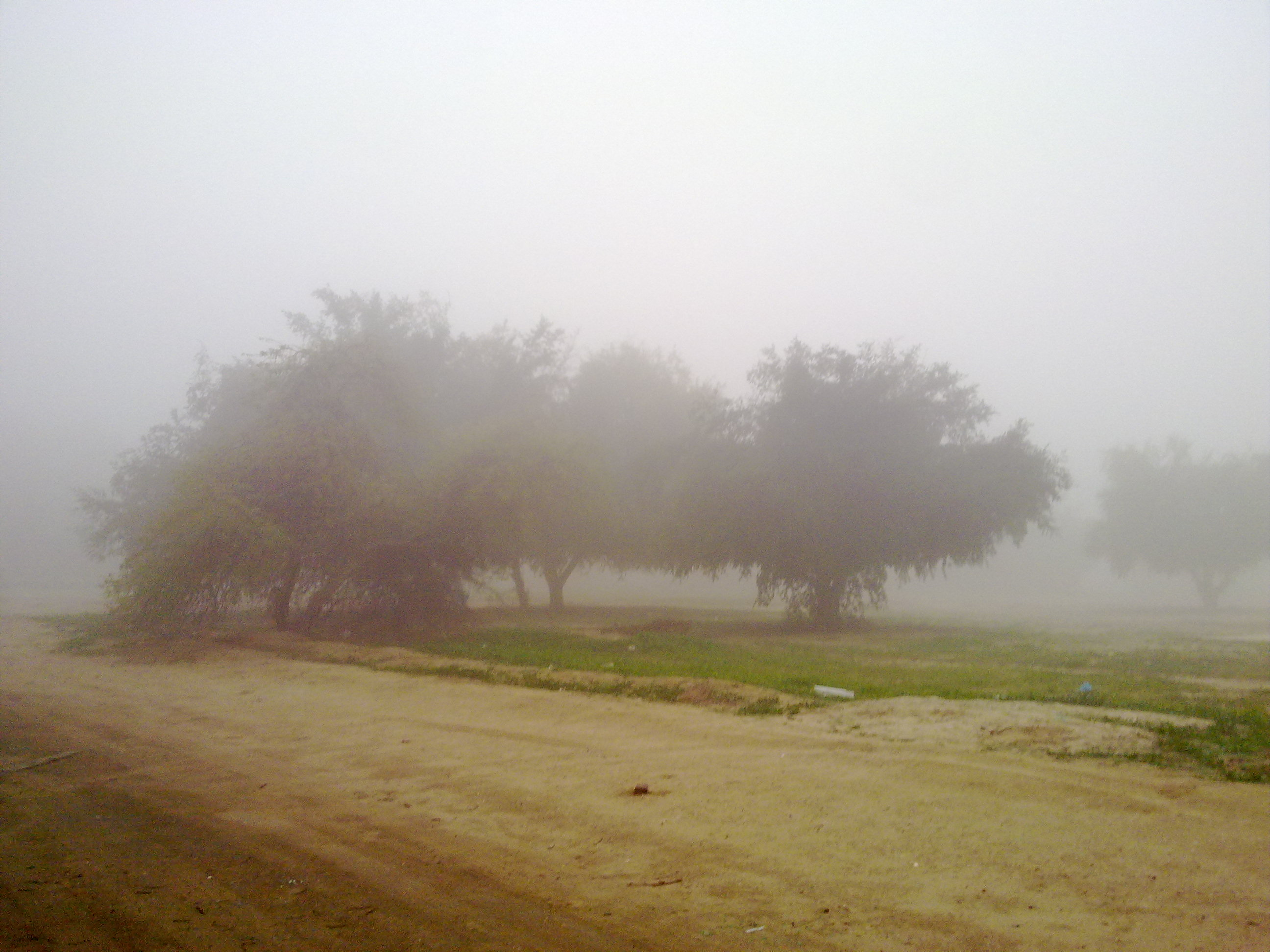
Сади передмість

## Тваринний світ
У зоогеографічному відношенні територія країни відноситься до Сахаро-Аравійської провінції Середземноморської підобласті Голарктичної області.

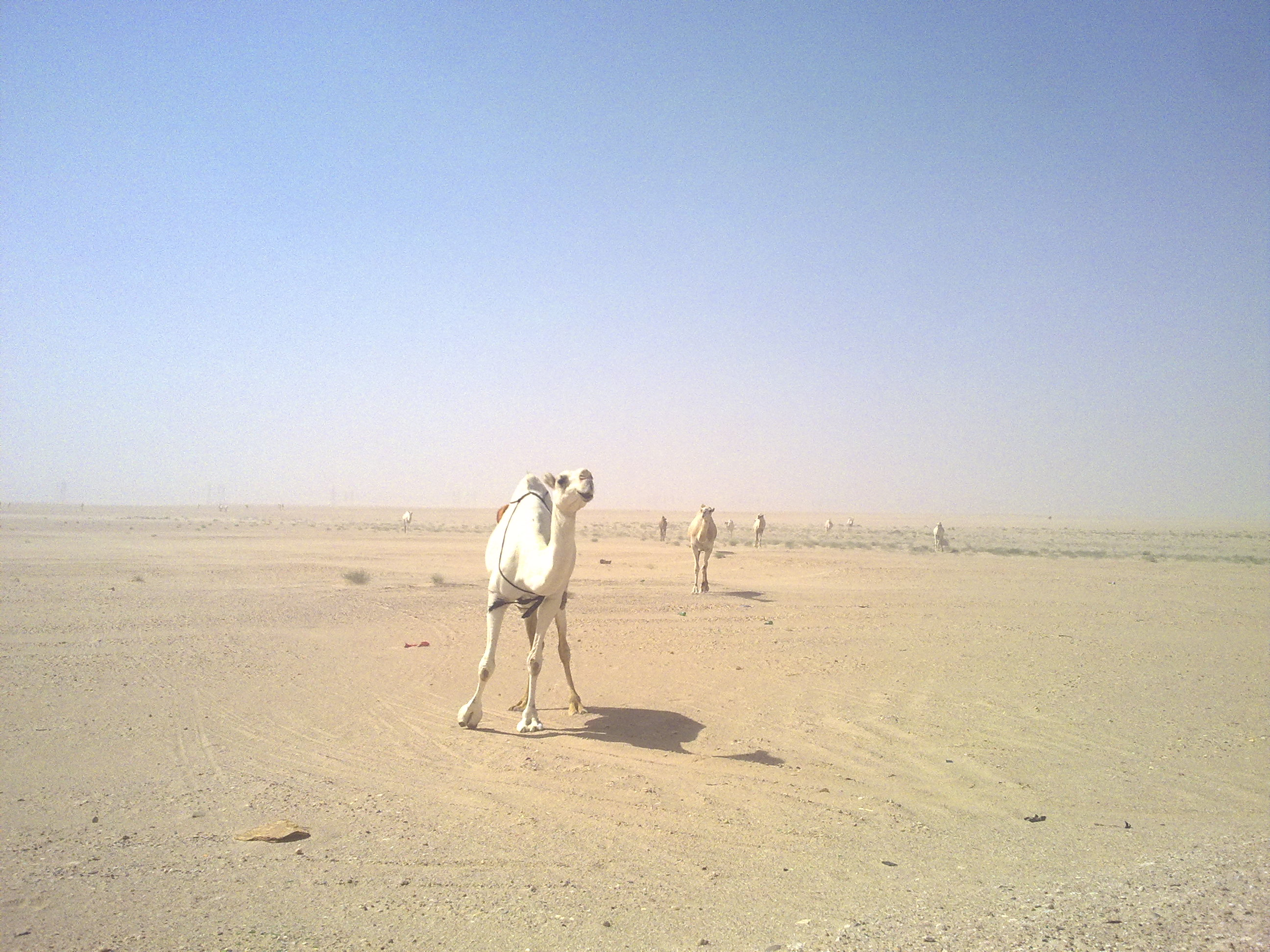
Верблюди-дромедари
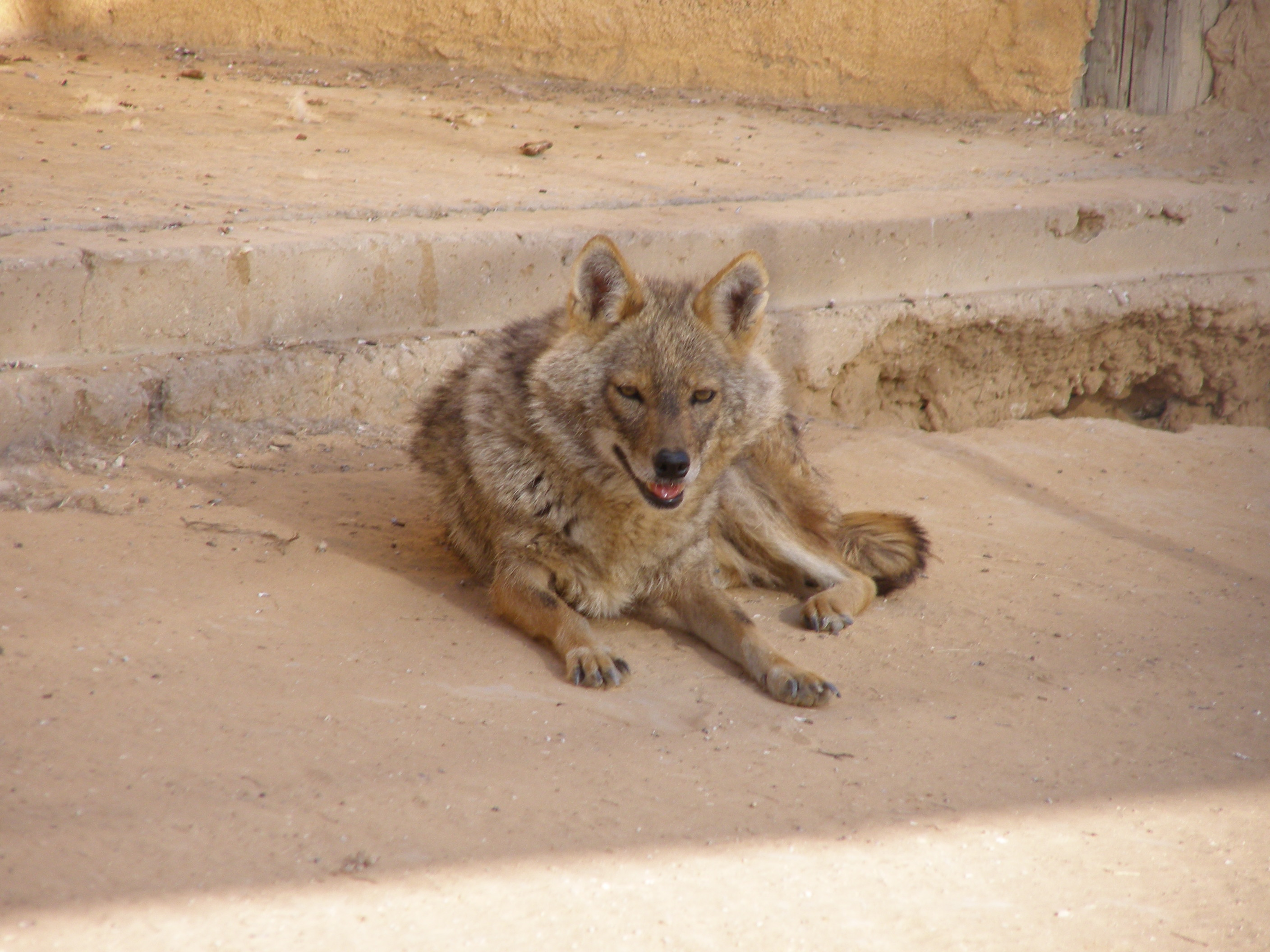
Золотистий шакал
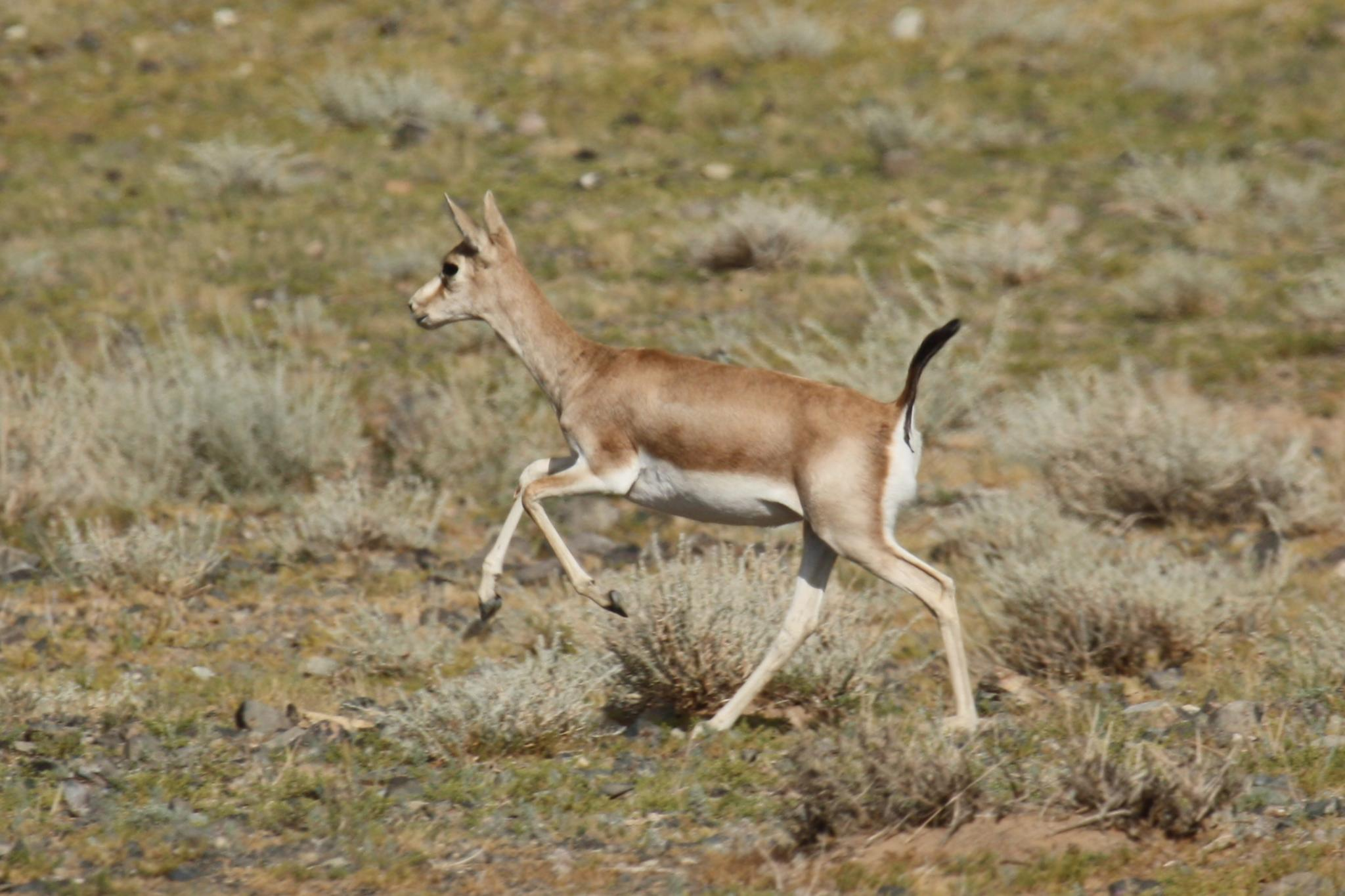
Газель джейран
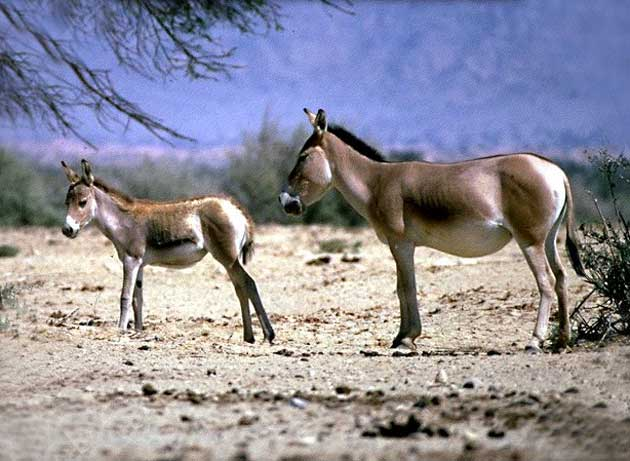
Кулан
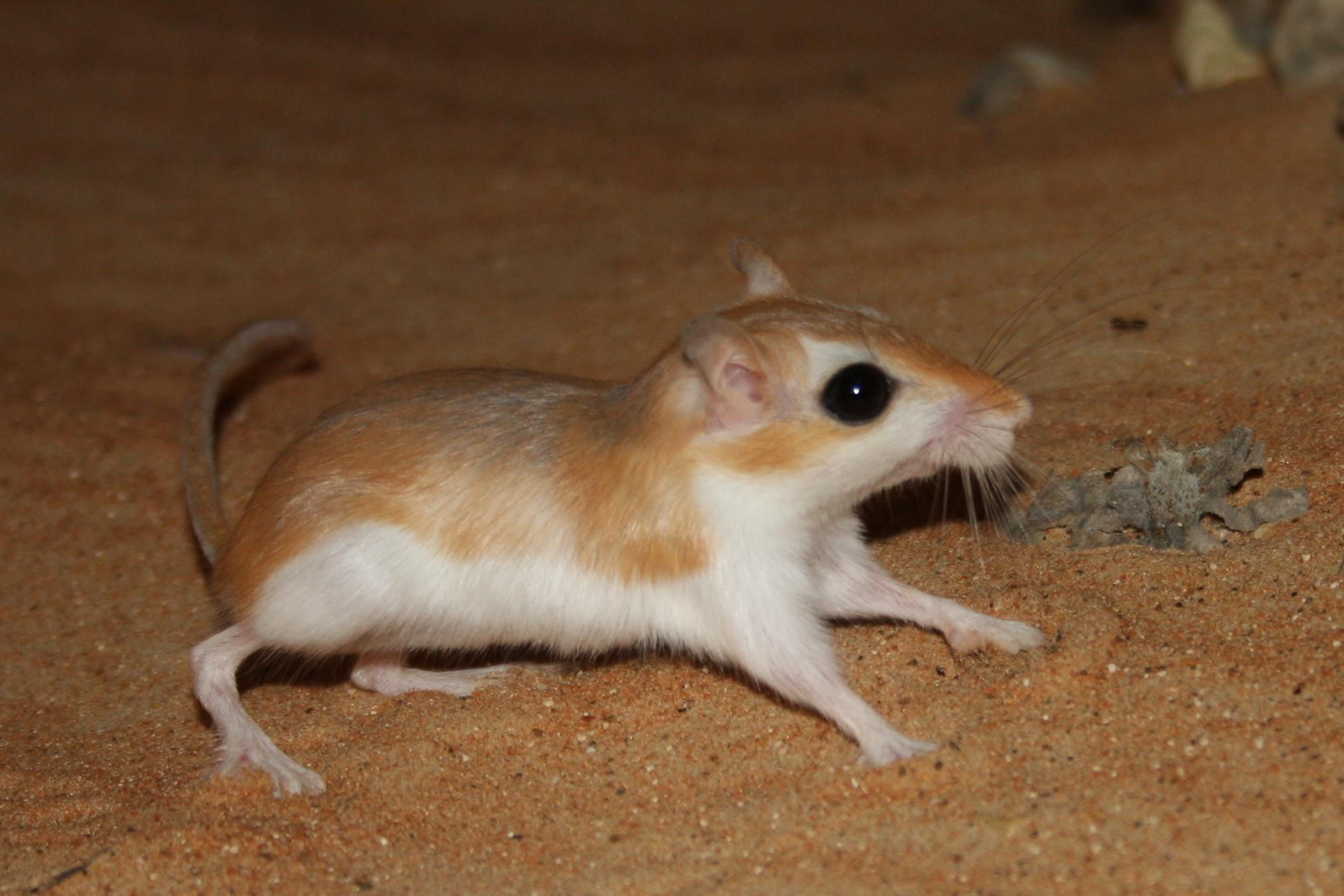
Ґербіл Чесмана

## Стихійні природні явища
На території країни спостерігаються небезпечні природні явища і стихійні лиха: раптові зливи, що руйнують автошляхи, саманні житла можливі з жовтня по квітень; пилові бурі найбільш часті з березня по серпень.

## Природні ресурси

### Мінеральні ресурси
Надра Кувейту багаті на ряд корисних копалин: нафту, природний газ.

### Водні ресурси
Загальні запаси відновлюваних водних ресурсів (ґрунтові і поверхневі прісні води) становлять 0,02 км³. Станом на 2012 рік в країні налічувалось 105 км² зрошуваних земель.

### Земельні ресурси
Земельні ресурси Кувейту (оцінка 2011 року):
- придатні для сільськогосподарського обробітку землі — 8,5 %,
  - орні землі — 0,6 %,
  - багаторічні насадження — 0,3 %,
  - землі, що постійно використовуються під пасовища — 7,6 %;
- землі, зайняті лісами і чагарниками — 0,4 %;
- інше — 91,1 %[1].

## Охорона природи
Серед екологічних проблем варто відзначити:
- обмежені ресурси природних джерел питної води, дефіцит покривають найбільші й найкращі у світі установки з опріснення морської води;
- забруднення повітря і вод;
- спустелювання.

Кувейт є учасником ряду міжнародних угод з охорони навколишнього середовища:
- Конвенції про біологічне різноманіття (CBD),
- Рамкової конвенції ООН про зміну клімату (UNFCCC),
- Кіотського протоколу до Рамкової конвенції,
- Конвенції ООН про боротьбу з опустелюванням (UNCCD),
- Конвенції про міжнародну торгівлю видами дикої фауни і флори, що перебувають під загрозою зникнення (CITES),
- Конвенції про заборону військового впливу на природне середовище (ENMOD),
- Базельської конвенції протидії транскордонному переміщенню небезпечних відходів,
- Конвенції з міжнародного морського права,
- Монреальського протоколу з охорони озонового шару[1].

Урядом країни підписані, але не ратифіковані міжнародні угоди щодо: Лондонської конвенції про запобігання забрудненню моря скиданням відходів.

## Фізико-географічне районування
У фізико-географічному відношенні територію Кувейту можна розділити на _ райони, що відрізняються один від одного рельєфом, кліматом, рослинним покривом: .

### Українською
- Атлас світу / голов. ред. І. С. Руденко ; зав. ред. В. В. Радченко ; відп. ред. О. В. Вакуленко. — К. : ДНВП «Картографія», 2005. — 336 с. — ISBN 9666315467.
- Атлас. 7 клас. Географія материків і океанів / Укладачі О. Я. Скуратович, Н. І. Чанцева. — К. : ДНВП «Картографія», 2014.
- Барановська О. В. Фізична географія материків і океанів : навч. посіб. для студентів ВНЗ : [у 2 ч.]. — Н. : Ніжинський державний університет ім. Миколи Гоголя, 2013. — 306 с. — ISBN 978-617-527-106-3.
- Бєлозоров С. Т. Географія материків. — К. : Вища школа, 1971. — 371 с.
- Гілецький Й. Р. Природні ресурси світу : Навч. посібник. — Львів : Світ, 2004. — 304 с. — ISBN 966-603-307-0
- Дахно І. І., С. М. Тимофієв. Країни світу: Енциклопедичний довідник. — К. : Мапа, 2011. — 606 с. — ISBN 978-966-8804-23-6
- Дубович І. А. Країнознавчий словник-довідник. — 5-те вид., перероб. і доп. — К. : Знання, 2008. — 839 с. — ISBN 978-966-346-330-8.
- Економічна і соціальна географія країн світу: Навч. Посібник / За ред. С. П. Кузика. — Львів : Світ, 2002. — 672. с.— ISBN 966-603-178-7
- Заставецький Ю. С. Регіональна фізична географія світу : Навч. посібник. — Львів : Світ, 2000. — 480 с.
- Кувейт // Гірничий енциклопедичний словник : [у 3-х тт.] / за ред. В. С. Білецького. — Д. : Східний видавничий дім, 2004. — Т. 3. — 752 с. — ISBN 966-7804-78-X.
- Маринич О. М., Шищенко П. Г., Пащенко В. І. Фізична географія світу : Підручник. — К. : Вища школа, 2002. — 463 с. — ISBN 966-642-018-4
- Палієнко В. І., Шищенко П. Г., Бойко В. М. Фізична географія світу : Навч. посібник. — К. : КНУ ім. Т. Шевченка, 2016. — 246 с. — ISBN 978-966-439-918-1
- Панасенко Б. Д. Фізична географія материків : навч. посіб. : в 2 ч. — В. : ЕкоБізнесЦентр, 1999. — 200 с.
- Пащенко В. І. Географія світового господарства : Навч. посібник. — К. : Видавничий центр КНУ, 2014. — 312 с. — ISBN 978-966-439-744-6
- Фізична географія материків та океанів : підруч. для студ. вищ. навч. закл. : у 2 т / за ред. П. Г. Шищенка. — К. : Видавництво Київського нац. ун-т ім. Т. Шевченка, 2009. — Т. 1. : Азія. — 643 с. — ISBN 978-966-439-257-7.
- Фізична географія материків та океанів : Підручник у 2-х т. / Ред. П. Г. Шищенко. — К. : Київський університет, 2018. — Т. 1. Азія. — 416 с. — ISBN 978-966-439-989-1
- Юрківський В. М. Регіональна економічна і соціальна географія. Зарубіжні країни: Підручник. — 2-ге. — К. : Либідь, 2001. — 416 с. — ISBN 966-06-0092-5.

### Англійською
- (англ.) Graham Bateman. The Encyclopedia of World Geography. — Andromeda, 2002. — 288 с. — ISBN 1871869587.

### Російською
- (рос.) Авакян А. Б., Салтанкин В. П., Шарапов В. А. Водохранилища. — М. : Мысль, 1987. — 326 с. — (Природа мира)
- (рос.) Алисов Б. П., Берлин И. А., Михель В. М. Курс климатологии [в 3-х тт.] / под. ред. Е. С. Рубинштейна. — Л. : Гидрометиздат, 1954. — Т. 3. Климаты земного шара. — 320 с.
- (рос.) Апродов В. А. Вулканы. — М. : Мысль, 1982. — 368 с. — (Природа мира)
- (рос.) Апродов В. А. Зоны землетрясений. — М. : Мысль, 2010. — 462 с. — (Природа мира) — ISBN 978-5-244-01122-7.
- (рос.) Бабаев А. Г., Зонн И. С., Дроздов Н. Н., Фрейкин З. Г. Пустыни. — М.  : Мысль, 1986. — 320 с. — (Природа мира)
- (рос.) Власова Т. В. Физическая география материков. С прилегающими частями океанов. Евразия, Северная Америка. — 4-е, перераб. — М. : Просвещение, 1986. — 417 с.
- (рос.) Гвоздецкий Н. А. Карст. — М. : Мысль, 1981. — 214 с. — (Природа мира)
- (рос.) Географический энциклопедический словарь: географические названия / под. ред. А. Ф. Трёшникова. — 2-е изд., доп. — М. : Советская энциклопедия, 1989. — 585 с. — ISBN 5-85270-057-6.
- (рос.) Исаченко А. Г., Шляпников А. А. Ландшафты. — М. : Мысль, 1989. — 504 с. — (Природа мира) — ISBN 5-244-00177-9.
- (рос.) Каплин П. А., Леонтьев О. К., Лукьянова С. А., Никифоров Л. Г. Берега. — М. : Мысль, 1991. — 480 с. — (Природа мира) — ISBN 5-244-00449-2.
- (рос.) Словарь современных географических названий / под общей редакцией акад. В. М. Котлякова. — Екатеринбург : У-Фактория, 2006.
- (рос.) Литвин В. М., Лымарев В. И. Острова. — М. : Мысль, 2010. — 288 с. — (Природа мира) — ISBN 978-5-244-01129-6.
- (рос.) Лобова Е. В., Хабаров А. В. Почвы. — М. : Мысль, 1983. — 304 с. — (Природа мира)
- (рос.) Максаковский В. П. Географическая картина мира. Книга I: Общая характеристика мира. — М. : Дрофа, 2008. — 495 с. — ISBN 978-5-358-05275-8.
- (рос.) Максаковский В. П. Географическая картина мира. Книга II: Региональная характеристика мира. — М. : Дрофа, 2009. — 480 с. — ISBN 978-5-358-06280-1.
- (рос.) Кувейт // Поспелов Е. М. Топонимический словарь. — М. : АСТ, 2005. — 229 с. — ISBN 5-17-016407-6.
- (рос.) Пфеффер П. Азия. — М. : Прогресс, 1982. — 316 с. — (Континенты, на которых мы живем)
- (рос.) География / под ред. проф. А. П. Горкина. — М. : Росмэн-Пресс, 2006. — 624 с. — (Современная иллюстрированная энциклопедия) — ISBN 5-353-02443-5.
- (рос.) Физико-географический атлас мира. — М. : Академия наук СССР и Главное управление геодезии и картографии ГУГК СССР, 1964. — 298 с.
- (рос.) Энциклопедия стран мира / глав. ред. Н. А. Симония. — М. : НПО «Экономика» РАН, отделение общественных наук, 2004. — 1319 с. — ISBN 5-282-02318-0.